# Sciades dowii
Sciades dowii е вид лъчеперка от семейство Ariidae. Видът не е застрашен от изчезване.

## Разпространение и местообитание
Разпространен е в Гватемала, Еквадор, Колумбия, Коста Рика, Мексико, Никарагуа, Панама, Перу, Салвадор и Хондурас.
Среща се на дълбочина от 0,5 до 13 m.

## Описание
На дължина достигат до 90 cm.